# Йоріс ван Сурланд
Йоріс Еверт ван Сурланд (нід. Joris Evert van Soerland; народився 15 жовтня 1972 у м. Нюнен, Північний Брабант, Нідерланди) — нідерландський бадмінтоніст. 
Учасник Олімпійських ігор 1996 в одиночному розряді.
Чемпіон Нідерландів в одиночному розряді (1999), в парному розряді (1994). Фіналіст French Open в одиночному розряді (1998).